# ロック冒険記
『ロック冒険記』（ロックぼうけんき）は、手塚治虫によるSF漫画作品。
『少年クラブ』1952年（昭和27年）7月号から1954年（昭和29年）4月号まで連載。加筆修正を経て、1955年 - 1956年に鈴木出版より3分冊で刊行された。

## 概要
文明と文明の対立を描いたSF活劇作品。ストーリーや人間関係が複雑すぎて難解と受け取られ、連載は中途半端な形で終了してしまった。そのため、単行本化の際に、連載では生きたままのロックを死ぬことにするなど、大幅な描き変えを実施している。
本作は、カレル・チャペックの『山椒魚戦争』をヒントに描かれたものである。

## あらすじ
19XX年。ディモン博士は太陽の近くに未知の惑星を発見した。発見者の名をとって「ディモン星」と名付けられたその惑星は、地球に接近して地球全体に大暴風雨を巻き起こし、大惨事をもたらしたあげく、地球の引力にとらわれ、第二の月となった。その混乱のさなか、ディモン博士は、息子のロック少年に、遺言でディモン星に関する権利をゆずり渡して死亡した。
ロックは、暴風雨で吹き飛ばされてきた日本人孤児・伴大助の親を探すため、ディモン探検隊の隊長を引き受ける。ところが、ディモン星を訪れた探検隊員たちは、身体の一部がふくれあがる謎の熱病に次々と襲われる。病気への恐怖にかられた隊員の一人が錯乱し、ロックと大助をディモン星に残したまま、ロケットを地球に戻してしまった。
ロックは、粘土のような不定形の知的生物「ねん土人」（ルボルーム）に遭遇する。彼等は、どんな形にも変形できるために、ディモン星におけるもう一つの知的生物、鳥から進化した「鳥人」（エプーム）の奴隷として扱われていた。大助が鳥人にさらわれたため、ロックは捜索の旅に出る。途中でロックは鳥人の出産に立ち会い、その子・チコの父親代わりとなり、さらに鳥人たちに地球の文明を教え始める。
その頃、地球では、望遠鏡によるディモン星の観測の結果、石油が大量にあることが発見された。そのことをかぎつけた自称「東洋人」の野心家・東南西北（トンナンシーペイ）は、石油王のオイル卿にその話を伝える。オイル卿は自らロケットで探検を試みるが、ロケットは発射直後に謎の爆発を起こし、オイル卿は爆死してしまう。その遺産は、執事のヒゲオヤジと、東西南北のものとなった。石油利権を追い求める東南西北は、第2次ディモン探検隊を組織し、当初は乗り気でなかったヒゲオヤジも、息子の大助がディモン星に取り残されたままであることを知り、第2次探検隊に参加することになる。
ところが第2次探検隊は、ディモン星への到着直後、鳥人の軍隊による攻撃を受ける。この攻撃で東南西北が重傷を負ったため、彼等は数羽の鳥人を捕虜として地球に引き返す。帰還中、鳥人の血液が人間に輸血可能であることが判明し、東南西北は一命をとりとめる。地球に戻った東南西北は、鳥人を地球復興のための奴隷、および食肉用家畜とすることを発案し、鳥人シンジケートを組織する。
1年後。ロックと大助はディモン星で地球学校を作り、着々と文明化を進めていた。そこへ鳥人シンジケートの派遣した大量のロケットがディモン星に現れ、ロックたちと遭遇する。ロックと大助はこのロケットで地球に帰ることになり、チコも地球への留学生として同行することになった。ところが、ロックは途中で、鳥人シンジケートの目的が鳥人の奴隷化であることを知り、ロケットをディモン星に引き返させようとする。しかし、父親に遭いたい一心の大助がロックの行動を妨害し、ロケットはそのまま地球に戻った。
地球に戻ったロックは、東南西北に対し、ディモン星の権利は自分にあることを主張し、奴隷狩りを中止するよう抗議する。だが東南西北は全く聞き入れようとせず、それどころか、ひそかにロックの殺害をもくろむ。
ロックの危地を救ったのは、ロックとともに地球に来ていたが、行方不明になっていたチコであった。チコは、鳥人の逃亡奴隷たちを組織し、地球人に対する反撃を計画していたのである。チコは、すでに鳥人側が大量の武器を準備していること、ディモン病を生物兵器として使うつもりであることを明らかにし、父と慕うロックに対してディモン星に避難することを薦める。だが、ロックはあくまで、地球人として地球を守ることを宣言し、その場を去る。地球とディモン星との全面戦争が始まろうとしていた。

## 用語解説
ディモン星
地球と同じ速さで同じコースを回る地球の反対側の惑星だったため、地球から観測することができず、存在を知られていなかったが、公転速度の低下（原因は不明）によって地球に接近し、第二の月となった。第一発見者ディモン博士の名をとってディモン星と命名された。石油の海がある。
鳥人（エプーム）
ディモン星における支配的な知的生命体で、鳥類から進化した、人間によく似た種族。自称はエプームだが、作中では「鳥人」と呼ばれることのほうが多い。
空を飛ぶことができる。くちばしの中に歯があり、トサカから変形した髪の毛を持つ。翼の先の五枚の羽根が、指の役割をする。卵生で、成長は速く、1年程度で成年に達する。また繁殖率も高く、1年間に1羽から200羽に増える。血液は人間に輸血可能で、しかも、どの血液型にも適合する。肉は美味。地球における中世のような社会を形成している。道具や文字を使用するが、ねん土人を奴隷や道具として用いるようになったため、文明が変則的な形で停滞している。また、火の使い方を知らないため、豊富な石油資源を放置している。
ねん土人（ルボルーム）
ディモン星におけるもうひとつの知的生命体で、粘土のような不定形の種族。動物でも植物でもない鉱物生命体で、土から生まれ、土を食べて生き、土に還る。そのため、死への恐怖や親子の情愛のような感情は理解できない。自由に変形することができるが、液体に弱い。鳥人からは奴隷や道具のような扱いを受けているため、鳥人のことを敵視している。道具や文字を知らない。知能は低い訳ではなく、ロックの英語を3時間ほどで修得している。
ゲルーム
ディモン星の言葉で、地球のこと。
ディモン病
第1次ディモン探検隊の隊員たちが次々と発病した熱病。病原菌による伝染病で、鼻・頭・手足などの身体の一部分が風船のように異常にはれあがる。症状が進行すると人間の形を保っていられなくなり、肉の塊のような姿になってしまう。ロックは、自分と大助が発病しなかったことから、発生源はディモン星ではなく宇宙空間なのではないかと推測したが、真相は不明。のちに鳥人が対地球人用の生物兵器として使用した。
デコーン現象
ディモン星の一部が発光する現象で、多量の液体がある証拠である。デコーン博士によって発見され、シャイロックによって、液体が石油であることが突き止められた。
鳥人シンジケート（鳥人会社）
東西南北の設立した、鳥人の奴隷狩りや養殖、販売などを行う企業。作中では「鳥人シンジケート」「鳥人会社」どちらの名前でも呼ばれている。本社はニューヨーク。

## 登場人物

### 地球人
ロック
本作の主人公の少年。父のディモン博士から、ディモン星に関する権利を受け継いでいる。第1次ディモン探検隊の隊長。大助とともにディモン星に取り残され、鳥人に地球の文明を教える役割を果たす。鳥人シンジケートによる鳥人の奴隷狩りを中止させようと努力する一方、チコによる反乱計画には反対し、あくまで地球を守るために戦うと主張する。
ディモン博士
ロックの父。ディモン星の第一発見者。ディモン星接近による大暴風雨のさなか、心臓麻痺で死去。死の直前、遺言でディモン星に関する権利をロックに譲り渡した。
デコーン博士
ロックの恩師。ロックにディモン星探検を薦め、自らも第1次・第2次ディモン探検隊の双方に参加した。地球からの觀測で、ディモン星の一部が発光する「デコーン現象」を発見し、ディモン星に多量の液体が存在することを明らかにする。のち、ディモン病が鳥人の細菌兵器によるものであることを察し、テレビで鳥人に対する警告を発した。
伴 大助（ばん だいすけ）
日本人。11歳の少年。大暴風雨で両親と生き別れになり、ディモン博士の建てた待避塔に吹き飛ばされてきた。父から柔道を習っている。親探しのために新聞記事に取り上げさせる、というロックの配慮により、第1次ディモン探検隊に参加することになった。ロックとともにディモン星に置き去りにされてしまった上、鳥人に拉致されてさんざんな目に遭う。
ヒゲオヤジ
大助の父。柔道の達人で講道館の6段。大暴風雨の際に生き別れとなった妻と息子を探し歩いているうち、オイル卿に拾われて執事となった。オイル卿の死後、東南西北とともに遺産を受け継ぎ、大助を探すため第2次探検隊に参加。その後、大助が取り残されているディモン星に行く機会を得るため、鳥人シンジケートに就職する。東南西北のことは野心家として嫌っており、鳥人事業のことも快くは思っていない。
作中では一貫して「ヒゲオヤジ」と呼ばれており、大助も「ヒゲオヤジ」が父親の名だと認識している。
東南西北（トンナンシーペイ）
日本人でありながら、大災害によって「世界じゅう国なんてなくなったんだ」とうそぶき、「東洋人」を自称するいかがわしい野心家。早くからディモン星を狙っており、第1次探検隊にも執拗に参加しようとした。のち、ディモン星の石油海のことをヒドロ博士から盗み聞きし、オイル卿に伝える。オイル卿の死後に遺産を相続し、第2次探検隊を組織。鳥人を奴隷とすることを発案し、鳥人シンジケートを組織する。鳥人のことは単なる商品としか思っておらず、ロックやデコーン博士から鳥人の反乱について警告されても聞く耳を持たなかった。
手塚漫画のキャラクターとしては本作がデビュー作。
ヒドロ博士
ディモン星の第二発見者。ディモン博士亡き後のディモン星の権利は自分に譲られるべきだと考え、ロックから権利を奪おうとする。ディモン星に石油があることを知ると、利権を確保するため、同国人のスタルリン元帥にそのことを伝えた。しかし、その話を盗み聞きしていた東南西北がオイル卿に伝えたため、オイル卿に先を越されてしまい、怒りのあまり錯乱し憤死してしまう。
シャイロック
ヒドロ博士の助手。デコーン現象が石油によるものであることを発見する。
ドッターとバッター
ヘマ新聞の三等記者。第1次・第2次ディモン探検隊の双方に参加し、2回とも名前の通りドタバタを繰り広げる。
ワン・マン
第1次ディモン探検隊隊員。ディモン病を恐れるあまり、早急な地球への帰還を主張して隊長のロックと対立する。さらに自らも発病してしまい、錯乱してロケットを発射、ロックと大助がディモン星に置き去りにされる原因を作った。その後の消息は不明。
スタルリン元帥
ヒドロ博士の同国人。長々と演説する癖がある。ヒドロ博士から、世界連邦建設会議でディモン星の石油のことを発表するよう依頼されるが、18時間も延々と演説を続けた挙句、肝心のディモン星のことを言い忘れてしまった。
オイル卿（演・花丸先生）
石油王。東南西北からディモン星の石油のことを教えられ、世界連邦建設会議でそのことを公表する。自らロケットでディモン星を探検しようとするが、ロケットが発射直後に謎の爆発を起こし死亡。その遺産は遺言で東南西北と執事のヒゲオヤジに残された。

### 鳥人
チコ
ロックが捕らえた鳥人の夫婦から産まれた子。父親がロックをかばって死亡したため、ロックが父親代わりとなる。ロックから地球の文明に関する知識を教えられて育つ。ロックとともに鳥人シンジケートの宇宙船で地球に赴くが、地球で真相を知り、いずこへともなく逃亡。のち、逃亡奴隷による秘密組織を作り、そのリーダーとして、鳥人による反乱を指導することになる。
領主
チコの母親が住む村の領主。チコが起こした火を魔法だと疑い、チコ親子を魔法使いとして逮捕する。ロックが火が自然現象であることを明かしてからは態度を豹変させ、地球文明を教えてくれるように求める。
大僧正
領主とともにチコ親子を逮捕するが、ロックによって「神聖な杖」を燃やされ、追い出される。その後、都から「ディモンの皇帝」の軍隊を呼び寄せるが、ロックの作った近代的な武器によって追い返される。このとき退却する途中の軍隊が第2次探検隊に遭遇し、第2次探検隊との間に不幸な衝突を引き起こすことになる。

### ねん土人
ミルム
ロックが初めて遭遇したねん土人。ロックと出会ってからは、ロックそっくりの姿をとっている。ロックの大助捜索にみずから志願して同行する。途中、石油海を渡る途中で鳥人の海賊に襲われ、泳げないために沈んでしまった。

## 結末の変更
最初の単行本化の際、連載時の最終回は再録されず、全く異なる結末が描きおろされた。以後の版も基本的にこれにならっている。連載時の最終回は2002年発行の河出文庫『華麗なるロック・ホーム』に再録されている。また、2011年には小学館クリエイティブから連載版の復刻版が出版された。
連載時の結末は、地球と鳥人との全面戦争がついに始まるが、月と太陽の引力によって偶然にディモン星の軌道が変わり、ディモン星が地球の近くを去ったことで、地球は滅亡を免れる、というものであった。これに対して単行本では、鳥人たちの捕虜となりながらも、最後まで交渉を続けようとしたロックの犠牲によって全面戦争が回避され、ロックを看取ったチコの指示によって鳥人たちは地球を去る、という結末になっている。

## 単行本
- 『ロック冒険記』（鈴木出版）全3巻
- 手塚治虫漫画選集『ロック冒険記』（鈴木出版）全1巻
- ダイヤモンドコミックス『ロック冒険記』（コダマプレス）全2巻
- 虫コミックス『ロック冒険記』（虫プロ商事）全1巻
- 手塚治虫漫画全集『ロック冒険記』（講談社）全2巻
- 小学館叢書『手塚治虫初期傑作集6』（小学館）全1巻
- 角川文庫『ロック冒険記』（角川書店）全1巻
- 虫の標本箱3『ロック冒険記』（ふゅーじょんぷろだくと）全1巻
- 手塚治虫文庫全集『ロック冒険記』（講談社）全1巻
- 限定版BOX『ロック冒険記』（小学館）全1巻